# Kostel svaté Barbory (Góra)
Kostel svaté Barbory byl postaven v obci Góra, gmina Miedźna okres Pszczyna,  Slezské vojvodství a náleží do děkanátu Miedźna, arcidiecéze katowická, je farním kostelem farnosti Svaté Barbory v Górze
Dřevěný kostel je v seznamu kulturních památek Polska pod číslem 435/60 z 18. 3. 1960  a je součástí Stezky dřevěné architektury v Slezském vojvodství pszczynský okruh.

## Historie
Postaven byl pravděpodobně jako farní kaple v druhé polovině 16. století. V letech 1580–1628 byla užívána protestanty (kalvinisty). K malé kapli byla v pozdější době přistavěna věž s helmicí pokrytou plechem a ukončena lucernou. V letech 1949–1950 byl kostel rozšířen. Byla zvýšená loď, přesunuta věž a přistavěna zděná sakristie.

## Architektura
Jednolodní orientovaná dřevěná stavba roubené konstrukce je ukončena trojbokým kněžištěm na cihelné podezdívce. Ke kněžišti byla přistavěna na severní straně zděná sakristie. Loď kostela obdélníkového půdorysu je vyšší a širší než presbyterium. Dřevěná věž, obdélníkového půdorysu, je sloupové konstrukce se zvonovým patrem, je vsazena do západního průčelí lodi. V roce 1950 byla z věže odstraněna původní helmice a nahrazena stanovou střechou (jehlanovou) krytou šindelem. Střecha lodi a kněžiště je sedlová krytá šindelem. Stěny lodi a věže jsou kryté svisle položenými deskami. Kolem obvodu kostela jsou soboty kryté širokou šindelovou střechou na sloupech a částečně kryté balustrádou.
Kolem kostela je hřbitov.

### Interiér
V kněžišti je plochý strop, v lodi je fazetový strop (zkosené rohy a plochy). kruchta je dřevěná podepřená dvěma sloupy. Oltářní kříž pochází z 18. století a dva krucifixy (barokní a lidový) z 19. století.

## Galerie

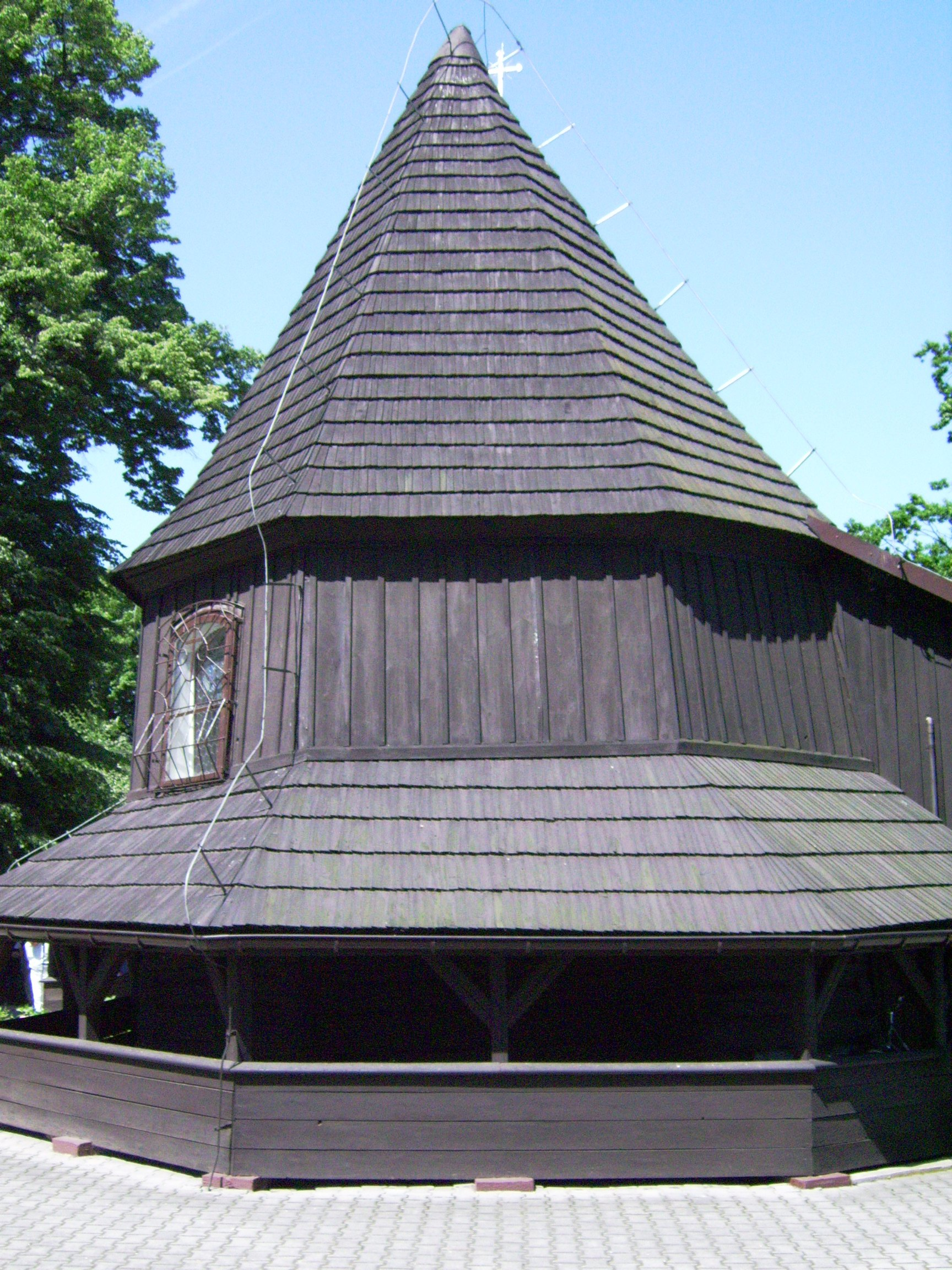
Soboty kolem kněžiště